# Żabin Karniewski
Żabin Karniewski (prononciation : [ˈʐabin karˈɲefski]) est un village polonais de la gmina de Karniewo dans le powiat de Maków de la voïvodie de Mazovie dans le centre-est de la Pologne.
Le village possède approximativement une population de 200 habitants.

## Histoire
De 1975 à 1998, le village appartenait administrativement à la voïvodie de Ciechanów.